# Molophilus (Molophilus) polycanthus
Molophilus (Molophilus) polycanthus is een tweevleugelige uit de familie steltmuggen (Limoniidae). De soort komt voor in het Palearctisch gebied.